# Atlético Vega Real
Atlético Vega Real es un equipo de fútbol profesional ubicado en La Vega, República Dominicana. Fue fundado en el año 2014 y en la actualidad participa en la Liga Dominicana de Fútbol.

## Participaciones internacionales
- Liga Concacaf: 1 participación

Liga Concacaf 2022 - Ronda preliminar (eliminado por el CSD Municipal de Guatemala)
- Campeonato de Clubes de la CFU: 1 participación

Campeonato de Clubes de la CFU 2022 - Semifinales

## Indumentaria
| Periodo       | Proveedor |
| ------------- | --------- |
| 2016-presente | Adidas    |

## Entrenadores
| Entrenador           | Período       |
| -------------------- | ------------- |
| José Rodríguez       | 2015          |
| Pastor Márquez       | 2016          |
| Luis Seara           | 2017          |
| Ronald Batista       | 2018          |
| Nahuel Bernabei      | 2019 - 2021   |
| Edward Acevedo       | 2022 - 2024   |
| Webens Prinsimé      | 2024          |
| Raúl González Triana | 2025-presente |